# Spaarndam (schip, 1881)
De Spaarndam (I) was een vrachtschip met passagiersaccommodatie, dat op 30 april 1881 werd bij de werf van Harland & Wolff voor de White Star Line het stoomschip Asiatic te water werd gelaten.
Het passagiersschip dat onder bouwnummer 141 was gebouwd, werd na te zijn afgebouwd op 12 augustus van hetzelfde jaar overgedragen aan de rederij. Hierbij werd het schip direct hernoemd tot Arabic. De machine-installatie bestond uit 3 ketels (dubbeleind), een inverted direct-werkende compoundmachine van James Jack & Co uit Liverpool.
De eerste reis vond plaats op 30 september 1881 en bracht haar van Liverpool naar San Francisco. Deze reis was in charter van de Occidental & Oriental Steamship Company te San Francisco. In februari 1890 kocht de NASM het schip van de White Star Line en herdoopte het schip in Spaarndam.
Het schip werd eerst verbouwd en aangepast aan de wensen van de NASM voordat het op 29 maart 1890 vertrok van Rotterdam naar New York.
Bij een verbouwing in 1899 werd de accommodatie voor de tweede en derde klasse passagiers uitgebreid, hierbij werd de eerste klasse geheel verwijderd. De Spaarndam kwam in februari 1901 voor het laatst aan in Rotterdam en werd daarna verkocht aan de Engelse sloperij Thomas W. Ward welke de voormalige Spaarndam in augustus sloopte in Preston.